# ルイス・エンリケ・デ・アンドラーデ
イッカ（Ica）ことルイス・エンリケ・デ・アンドラーデ（Luiz Henrique de Andrade、1957年4月4日 - ）は、ブラジル・ミナスジェライス州出身の元サッカー選手、サッカー指導者。現役時代のポジションは、ゴールキーパー。

## 来歴
現役時代は、クルゼイロEC、ボタフォゴFRなどでプレーし、1995年、フリブルゲンセACにおいて選手兼任で指導者のキャリアをスタートさせた。1998年より、日本の鹿島アントラーズで9年間GKコーチを務めた。
2009年、川崎フロンターレのGKコーチに就任。2011年シーズン終了後、契約満了に伴い退任した。2012年からは、岡田武史監督の下で杭州緑城足球倶楽部のGKコーチを務めた。
2014年、ジュビロ磐田のGKコーチに就任。

## 所属クラブ
- 1977年 - 1984年 クルゼイロEC
- 1985年  ボタフォゴFR
- トゥピFC
- ADカボフリエンセ
- 1989年  オラリアAC
- 1991年  モト・クルブ・ジ・サン・ルイス
- ボンスセッソFC
- フリブルゲンセAC

## 指導歴
- 1995年  フリブルゲンセAC GKコーチ（選手兼任）
- 1996年  リオデジャネイロ GKコーチ
- 1998年 - 2006年  鹿島アントラーズ GKコーチ
- 2008年  アメリカFC GKコーチ
- 2008年  アル・シャバーブ・アル・アラビークラブ GKコーチ
- 2009年 - 2011年  川崎フロンターレ GKコーチ
- 2012年 - 2013年  杭州緑城足球倶楽部 GKコーチ
- 2014年   ジュビロ磐田 GKコーチ